# Lucyna Czechowska
Lucyna Czechowska (ur. 1984) – politolog, instruktorka harcerska w stopniu harcmistrzyni, członkini władz naczelnych Związku Harcerstwa Polskiego.

## Życiorys
Związana z Toruniem. Członkini ZHP od 1992, instruktorka harcerska od 2001. Pełniła funkcje m.in. drużynowej, komendantki kręgu akademickiego, członkini hufcowej komisji stopni instruktorskich, członkini zespołu harcerstwa akademickiego oraz szefowej hufcowego zespołu kadry kształcącej.
Od 2010 członkini Centralnej Szkoły Instruktorskiej ZHP. Zajmuje się programem na szczeblu centralnym związku, od 2012 pełniła funkcję kierowniczki Wydziału Inspiracji i Poradnictwa Głównej Kwatery ZHP, a następnie szefowej zespołu ds. wychowania w ZHP. Współorganizowała gniazdo programowe „W zielone gramy” podczas Jubileuszowego Zlotu Stulecia Harcerstwa „Kraków 2010”, warsztaty dla kadry kształcącej z dydaktycznych gier strategicznych w 2012, Zlot Kadry w Gorzewie w 2015, serię konferencji instruktorskich „Impuls” (2015–2017) i warsztatów dla kadry programowej „Inspirada” (2016–2017) oraz szkolenie trenerskie programu „Odznaka Skautów Świata”. Współtworzyła Centralny Bank Pomysłów ZHP (2014). Zastępczyni ds. programowych komendanta V Zlotu Kadry w 2017. Na XL Zjeździe ZHP 9 grudnia 2017 została wybrana zastępczynią Naczelnika ZHP ds. wychowania, funkcję tę pełniła do 2021. Od 2022 jest członkinią Rady Naczelnej ZHP.
Absolwentka stosunków międzynarodowych (specjalizacja wschodnia) na Uniwersytecie Mikołaja Kopernika w Toruniu. Pracuje jako adiunkt w Katedrze Historii Dyplomacji na Wydziale Politologii i Studiów Międzynarodowych UMK. Doktor nauk społecznych, w 2012 obroniła pracę doktorską Instytucja partnerstwa strategicznego we współczesnych stosunkach międzynarodowych oraz wewnątrzunijni partnerzy strategiczni Rzeczypospolitej Polskiej.
Jest zamężna i ma troje dzieci.

## Odznaczenia
Odznaczona Srebrnym Krzyżem Zasługi w 2025.